# Goiteinové
Goiteinové (někdy též nesprávně Goetinové) jsou rozvětvená židovská rodina původem z Moravy. Své jméno odvozuje od města Kojetína, rodiště Barucha Bendita Goiteina, prvního známého předka rodu. Z tohoto rodu pocházelo několik rabínů, židovských učenců, vědců a umělců.

## 1. generace: Baruch Bendit Goitein

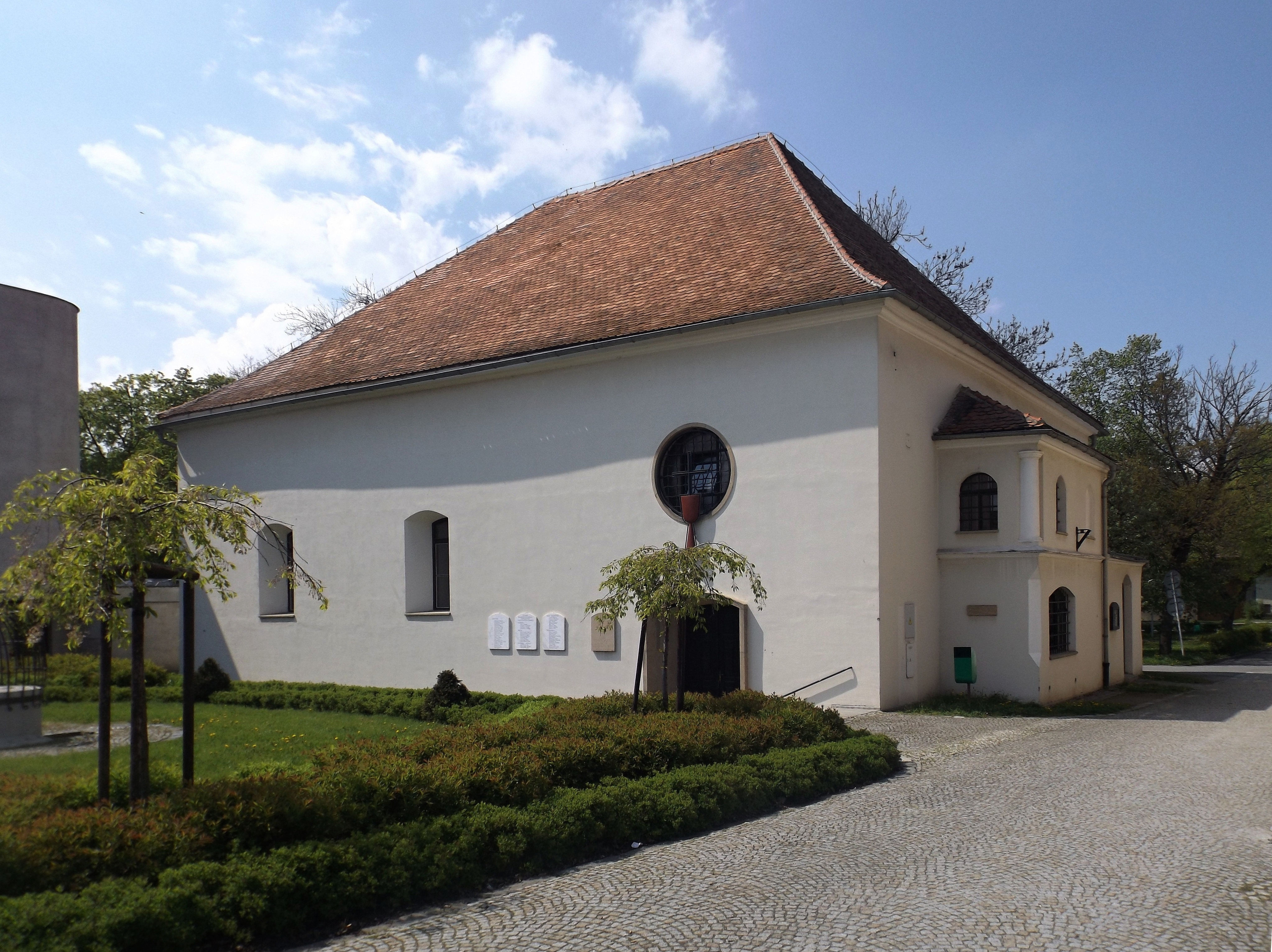
Kojetínská synagoga

Praotcem rodu Goiteinů je Baruch Bendit Goitein (1770-1839), který byl mnoho let rabínem v uherské obci Hőgyész. Byl autorem spisu o metodice talmudu, která vyšla poprvé 1827–1828 v Praze pod názvem Kesef nivchar.   Práce obsahuje 160 zásad rabínského práva s uvedením pramenů obsažených v Talmudu a jejich použití v praxi.  O jeho první manželce Bele (1780–1820), zřejmě rozené Silbererové (Zilberer), nejsou k dispozici žádné další informace.  Z jejich manželství se narodilo šest dětí. 
Po smrti Bele Goiteinové se Baruch oženil podruhé s Hindl Kasiovou (* 1800). Z tohoto manželství se narodily další dvě děti. 

## 2. generace: Cvi Hirš Goitein
Ze všech potomků Barucha Goiteina jsou k dispozici pouze informace o životě Cvi Hirše (Hermanna) Goiteina (1805–1860). V roce 1841 vystřídal svého otce v rabínském úřadu v Hőgyészu.   Byl ženatý se Szoli Tellerovou (1815–1895).  Jemu je přičítáno autorství spisu Jedej Moše; o této práci však nejsou k dispozici žádné další informace.

## 3. generace
Manželé Goitein-Tellerovi měli sedm dětí, čtyři syny a tři dcery. Druhý syn byl rabín, nejstarší a třetí se stali obchodníky, nejmladší syn Gábor Goitein byl rovněž předurčen k učení. 

### Gabor Goitein

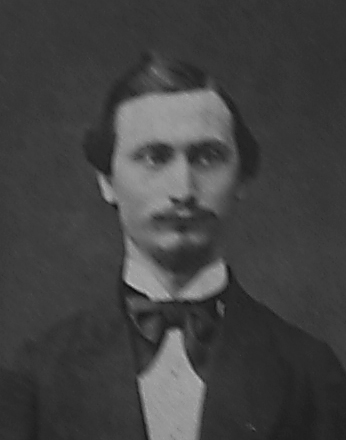
Rabi Gabor Gedalja Goitein (1848-1883), talmudista a učitel. Kolem roku 1875.

Gabor Goitein (1848 – 25. dubna 1883), jinak též Gabor (Gabriel) Gedalja Goitein. Více informací je k dispozici pouze o něm a jeho starším bratrovi: 

### Elijahu Menachem Goitein
Elijah Menachem Goitein (1837–1902) šel ve šlépějích svého otce a také on nastoupil jako rabín v Hőgyészu. Byl ženatý s Amalií Banethovou († 1927), která pocházela z moravské rodiny rabínů a učenců.  Byl autorem spisu Rab Berachot, o kterém však již nejsou žádné zmínky. 
V červnu 1861 časopis Der Israelit uvedl, že ve věku pouhých 23 let pracoval rok jako rabín v Hőgyészu „ke spokojenosti všech dobře smýšlejících členů komunity“. Úřadu se ujal, aby „ulehčil komunitě tím, že zachránil matku a jejích pět nezletilých dětí (relikty předchozího rabína)“. Dva muži, kteří se zapojili do „nepodložené opozice“ vůči rabínovi, se poté veřejně omluvili před celou komunitou, v důsledku čehož v komunitě zvaládla „láska a jednota“. 
V následující 4. generaci v rámci těchto dvou linií Goiteinů Gábora a Elijaha Menachema Goiteinových existuje silná diferenciace.

## 4. a následující generace

### Linie Gábora Goiteina
Z manželství Gábora Goiteina a jeho manželky Idy (Jette nebo Henriette), rozené Löwenfeldové (21. března 1848 – 21. října 1931), učitelky na základní škole, se narodilo šest dětí.  V oslavné řeči k jejím 70. narozeninám je zdůrazněna sociální angažovanost Idy Goiteinové, ale také její oddanost myšlence sionismu. Asociace židovských žen pro kulturní práci v Palestině na její počest zřídila fond na získávání darů na podporu židovské školky v Palestině. 

#### Gertrud Goiteinová
Gertrud (Gittel) Unna-Goiteinová (1876–1954) byla od roku 1898 manželkou mannheimského rabína Isaka Unny. Manželé měli pšt dcer a tři syny, mezi nimi:
- Moše Unna (1902–1989), izraelský politik dlouholetý poslanec knesetu za stranu Mafdal. Stejně jako jeho sourozenci Cilly, Ruth a Gabor-Gedaja byli členy mannheimského sionistického oddílu Blau-Weiß.[24]

#### Emma Goiteinová

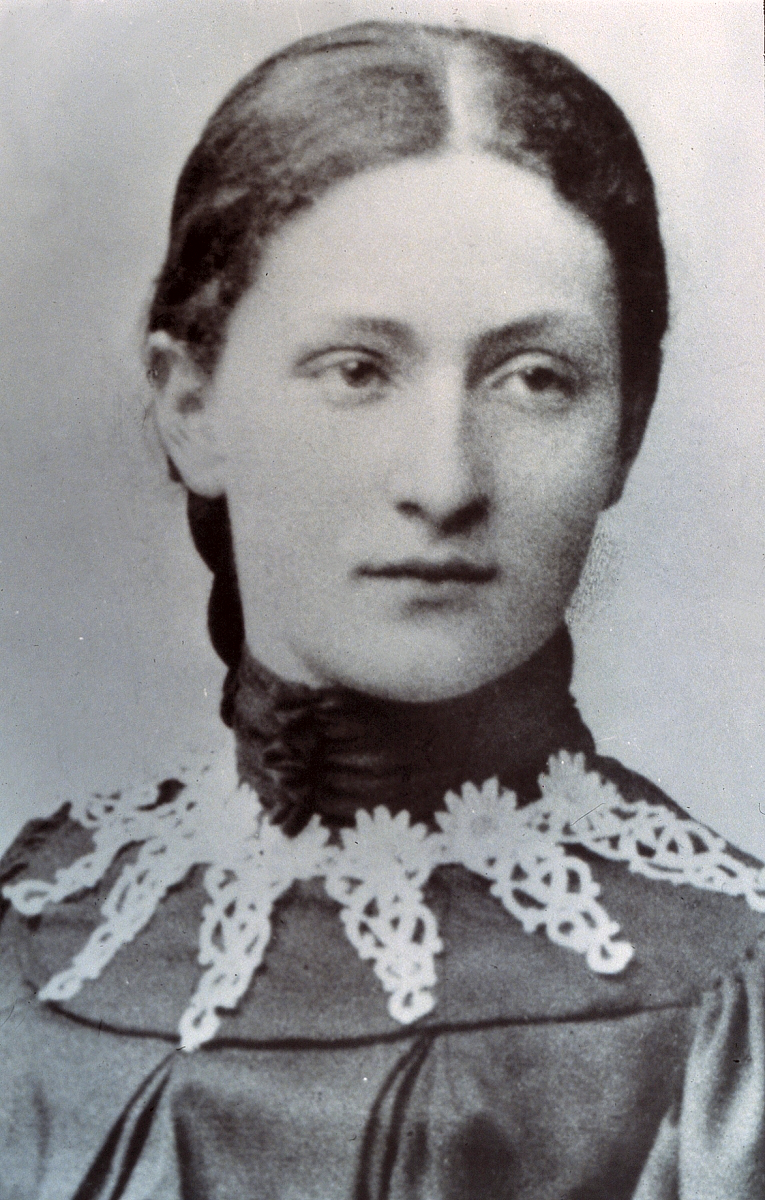
Rachel Goiteinová, později Strausová, v době studia medicíny kolem roku 1905.

Autoportrét Emmy Dessau-Goiteinové. Olej na plátně, 1918.

Emma Goiteinová (1877-1968) se stala známou jako umělkyně pod jménem Emma Dessau-Goitein . Byla provdána za fyzika Bernarda Dessaua (1863-1949).
V lednu 1931 se objevil v časopise Menorah. Jüdisches Familienblatt für Wissenschaft, Kunst und Literatur její krátký medailon se stručnými informace o její činnosti.  V té době žila Emma Dessau-Goiteinová v Perugii a v Itálii se těšila „velké oblibě jako malířka“.  Začínala jako umělecká řemeslnice a svá první „umělecká studia absolvovala na škole pro malířky v rodném Karlsruhe“. Později navštěvovala malířskou školu založenou Hubertem von Herkomerem v Bushey. Kromě toho se dále vzdělávala, především pro zdokonalování svých manuálních dovedností. „Využila každé příležitosti ke zdokonalování, osvojování nových technik, učení se dřevořezbě, cvičné kopírování starých mistrů v mnichovské Pinakotéce, korektury uznávanými německými mistry, malování aktů venku ve škole aktů Hanse Lietzmanna na Gardském jezeře... 
Na počátku 20. století Dessau-Goiteinová vytvářela drobné umění i olejomalby s názvy jako Smutek, Podzim, Mateřství nebo Talmudští žáci, které byly příznivě oceněny v italském i v německém tisku“.  V září 1909 v Miláně získala Stříbrnou medaili a zlatou medaili na výstavě umění v Livornu. 
Podle Rachel Wolffové jsou její autoportréty a portréty vrcholem její tvorby (např. portréty vrchního florentského rabína Samuela Herše Marguliese (1858-1922)  a Samuela Dessaua, ředitele izraelitské občanské školy ve Fürthu.  
Mineralog Gabor Dessau (1907-1983) byl syn manželů Dessau-Goiteinových.

#### Herman Goitein
O Hermannu Goiteinovi (1879–1882) nejsou k dispozici žádné bližší informace.

#### Rachel Goiteinová
Rachel Goiteinová (1880–1963) byla od roku 1905 provdána za právníka Eliase (Eli) Strause, syna bankéře a matky z rodiny Feuchtwangerových.  Rachel a Eli Straus měli pět dětí:
- Isabella (* 1909), provdaná Emrichová, ekonomka [33] ;
- Hannah (1912 - Kanada), provdaná Straussová, učitelka a psycholožka;
- Samuel (Peter) Friedrich (1914–1958), farmář v Izraeli;
- Gabriele (* 1915), provdaná Rosenthalová, dětská psycholožka [34] ;
- Ernst Gabor Straus (1922–1983), profesor matematiky v Los Angeles, od podzimu 1944 ženatý s Louise Millerovou. Měli dva syny:
  - Daniel Straus (* 1954)
  - Paul Straus (* 1957) [35]

#### Benedikt Goitein
Benedikt (Beni), narozen v roce 1881, zemřel půl roku po narození.

#### Ernst Elijah Goitein
Ernst Elijah Goitein (4. listopadu 1882 – 26. května 1915) padl jako poručík v první světové válce. Byl doktor práv a staršina ve sdružení židovských studentů 'Kadimah' v Mnichově, právník v Mannheimu a od ledna 1914 žil šest měsíců v Palestině, kde pracoval v Jaffě na Palestinském úřadu.  Na zpáteční cestě z Palestiny v červenci 1914 ho v Konstantinopoli zastihlo vypuknutí války. Ihned odjel do Vogéz, kde vstoupil so armády."  Ve stejném roce mu byl udělen Rytířský kříž Řádu zähringenského lva a Stříbrná medaile Za zásluhy se stuhou vojenské medaile Karla Bedřicha. Jako jeden z prvních židovských poručíků v německé armádě velel Ernst Goitein po svém nasazení na západě rotě v Karpatech, se kterou byl nasazen na haličské frontě proti Rusku. Při přepadení u Stryje byl smrtelně zraněn kulkou.  Na jeho počest se místní sionistická skupina v Mannheimu, jejímž předsedou byl Goitein, rozhodla o založení nadace Eliji Goiteina , která, jak odhalila pozdější zpráva v Jewish Review, byla spojena s Židovským národním fondem. Další nekrolog pro Eliju Goiteina je od Arthura Ruppina, který se s ním spřátelil a v jehož domě strávil svůj poslední večer v Palestině.

### Linie Elijahu Menachema Goiteina
Potomci Elijahu Menachema Goiteina a jeho manželky Amalie jsou:

#### Kalman Goitein
Kalman Goitein (1860–1905), ženatý s Elizabeth Barnettovou (1863–1940). Kalman Goitein je známý jako „K. Goitein-London“, zmiňovaný jako delegát 5. sionistického kongresu, společně s bratrem Jakobem Löbem Goiteinem z Frankfurtu. Ze čtyř dětí Kalmana a Elizabeth se objevuje zejména jedno:
- Edward Yehezkiel David (1900-1961), spisovatel a novinář, ženatý s Orou Claire Moyalovou (1908-2006). Byl autorem knihy Wonderful stories of a wonderful people [47], vydané v Londýně v roce 1923, jak autor poznamenává v úvodu knihy „pro všechny, kteří jsou dost mladí na to, aby prožili pohádku, nebo dost staří na to, aby ji mohli vyprávět“. Příběh knihy volně vychází ze Starého zákona. Jako novinář pravidelně psal o svých cestách pro židovské žurnály.[48] Byl soudcem Nejvyššího soudu Izraele a prvním izraelským velvyslance v Jižní Africe.

#### Hirš (Cvi) Goitein
Hirš (Cvi) Goitein (1863, Hőgyész – 29. srpna 1903. Kodaň) byl ženatý s Jitti Abelesovou (* 1865). Manželství zůstalo bezdětné, a proto se v nekrologu píše: „I kdyby ten drahý zesnulý nebyl požehnán dětmi, jeho jméno bude žít v jeho činech.
Hirš Goitein navštěvoval rabínský seminář od roku 1882 do roku 1892 a byl vysvěcen v Berlíně v roce 1892. Studoval také v Královci a napsal disertační práci na téma Optimismus a pesimismus v židovské náboženské filozofii, publikovanou v roce 1890. V letech 1892 až 1898 byl rabínem v Náchodě, poté až do roku 1903 v Kodani. Hirš Goitein zanechal rozsáhlé dílo, které lze nalézt ve WorldCat.
Cyklus článků Myšlenky o národním židovství a sionismu pro český měsíčník Jüdische Chronik vznikl pravděpodobně v jeho náchodském období.  V lednu 1898 se na tuto sérii článků odvolávala podrobná recenze v časopise Die Welt. V sérii článků Goitein vysvětluje, že Židé všech zemí měli stejné náboženství, stejnou linii a stejnou historii. Přesto jim bylo upřeno právo být národem, protože „mluví jazykem lidí, mezi nimiž žijí“, a proto neměli žádný společný jazyk. Na to kontruje: „Jazyk je jen myšlenkové tělo a myšlenkové společenství na základě společného náboženského a duchovního života váže více než vnější společenství jazyka. V době Druhého chrámu mluvili Židé v Palestině aramejsky a Židé z Alexandrie a Malé Asie řecky, a přesto nikdo nezpochybňuje, že byli židovským národem. 

#### Eduard Ezechiel Goitein

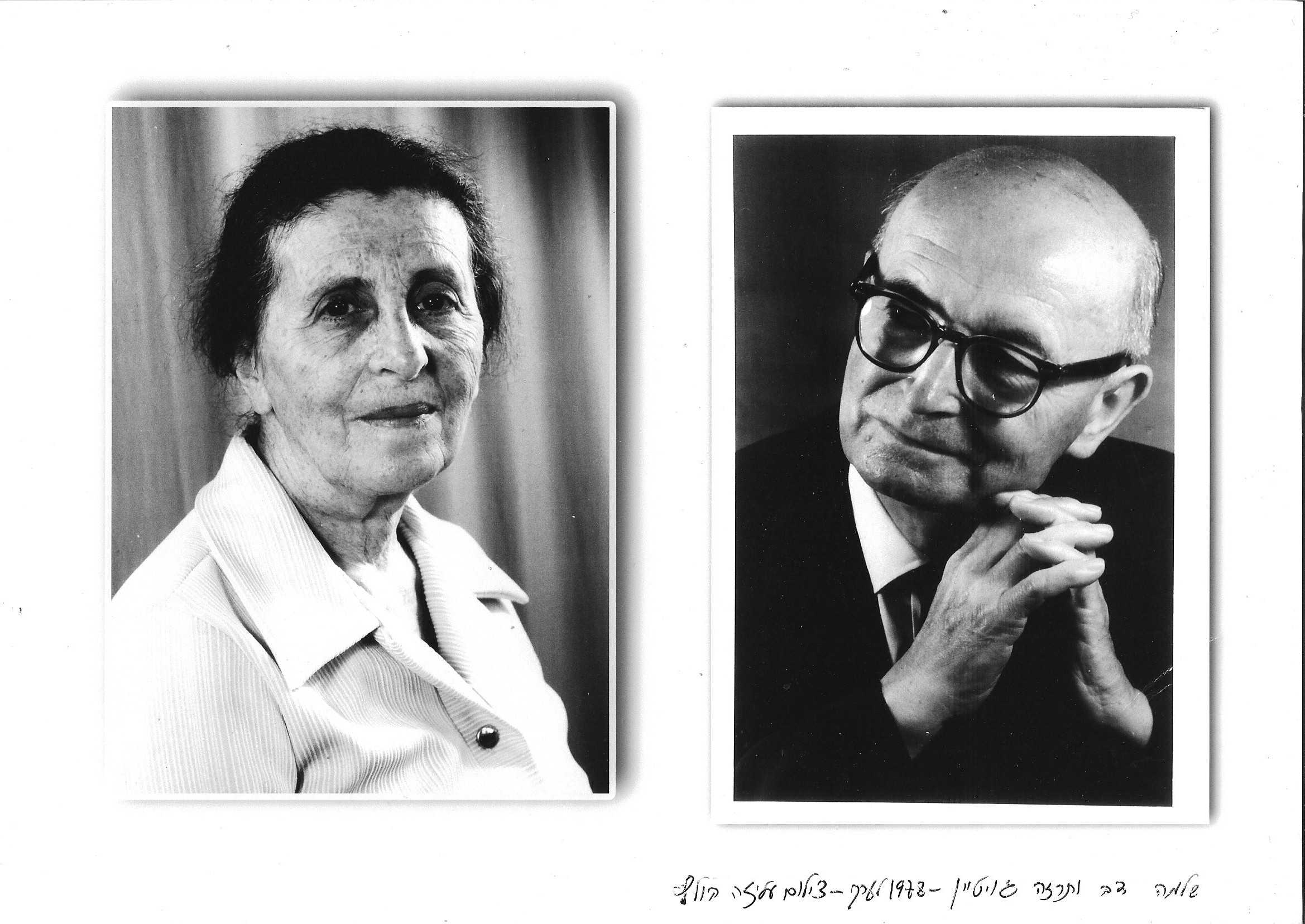
Orientalista Šlomo Dov Goitein a jeho manželka Theresa rozená Gottliebová, kolem roku 1978

Eduard Ezechiel Goitein (1864–1914) byl ženatý s Fridou Braunschweigerovou. Ta se po smrti manžela  přestěhovala do Frankfurtu nad Mohanem a žila v blízkosti svého švagra Jacoba Loeba Goiteina. Zemřela ve věku 48 let 5. března 1920. 
Eduard Ezechiel Goitein navštěvoval v letech 1879-1882 ješivu, poté v letech 1884-1891 gymnázium ve Vratislavi. V letech 1887-1891 studoval v Berlíně a doktorát získal v roce 1891 v Halle. Jeho disertační práce nesla název Princip odplaty v biblickém a talmudském trestním právu.  Souběžně se studiem navštěvoval rabínský seminář a v roce 1892 byl v Berlíně vysvěcen. Jeho působiště coby rabína byl v letech 1890-1892 Náchod, 1892-1897 Mariánské Lázně a 1897-1914 Burgkunstadt.   Článek v Der Israelit svědčí o tom, že Goiteinův odchod z Mariánských Lázní znamenal nástup sionistického a liberálního reformního proudu.
Děti Eduarda Ezechiela a Fridy Goiteinové jsou:
- Hugo Goitein (1897-1977) - podle poznámky ve Frankfurt Israelitisches Familienblatt z 25. července 1919 byl v té době v anglickém zajetí [61], z něhož se do Frankfurtu vrátil na podzim 1919.[62] V roce 1938 je uváděn jako penzionovaný člen obecního zastupitelstva za Židovskou lidovou stranu. Na zasedání zastupitelstva obce 6. června je jako důvod jeho odchodu emigrace v září 1938.[63]
- Max Goitein (cca 1897-1940)
- Šlomo (Fritz) Dov Goitein (3. dubna 1900, Burgkunstadt – 6. února 1985, Princeton), v červenci 1929 se v Jeruzalémě oženil s Theresou Gottliebovou (1899–1986), která byla podle její dcery Ajaly Gordonové „první profesionální učitelkou rytmu, složeného z hebrejských dětských písní v Palestině“. [64]
  - Ajala Gordonová byla dlouhá léta ředitelkou a kurátorkou oddělení mládeže Izraelského muzea v Jeruzalémě. [65] WorldCat poskytuje informace o její rozsáhlé novinářské práci.
  - Eilon Goitein
  - Ofra Rosnerová [66]

#### Benedek Goitein
O Benedeku Goiteinovi (1865–1939) nejsou k dispozici žádné další informace.